# Römisch-katholische Kirche in der Elfenbeinküste
Die römisch-katholische Kirche in der Elfenbeinküste (Republik Côte d’Ivoire) ist Teil der weltweiten römisch-katholischen Kirche, die unter der geistlichen Leitung des Papstes in Rom steht. Der Katholizismus kam durch die Ankunft französischer Siedler an die Elfenbeinküste.

## Überblick
Die römisch-katholische Kirche in der Elfenbeinküste zählt schätzungsweise 2,8 Millionen getaufte Katholiken, 17,2 % der Bevölkerung (laut Volkszählung von 2014) in 15 Diözesen. Es gibt circa 800 Priester und 1500 Männer und Frauen in Ordensgemeinschaften. 
Seit 1970 besteht die römisch-katholischen Bischofskonferenz der Elfenbeinküste (französisch Conférence Episcopal de Côte d’Ivoire, CECI). Deren offizielle Anerkennung durch den ivorischen Staat erfolgte am 16. Februar 2007.
1895 wurde die Apostolische Präfektur Côte d’Ivoire gegründet. Der Heilige Stuhl unterhält volle diplomatische Beziehungen seit dem 26. Oktober 1970. Die Apostolische Nuntiatur in Côte d’Ivoire wurde am 19. Juni 1972 von Papst Paul VI. errichtet; die diplomatische Vertretung wurde zunächst dem Apostolischen Nuntius in Senegal übertragen. Per 1. Mai 1973 erfolgte die Errichtung eines eigenen diplomatischen Sitzes in Abidjan. Apostolischer Nuntius in der Elfenbeinküste ist seit dem 16. Juni 2023 Erzbischof Mauricio Rueda Beltz. Papst Johannes Paul II. besuchte die Elfenbeinküste dreimal: 1980, 1985 und 1990. 
Die Basilika Unserer Lieben Frau vom Frieden (französisch Basilique Notre-Dame-de-la-Paix de Yamoussoukro) in Yamoussoukro, die sich am Petersdom in Rom orientiert, ist eine der größten Kirchen der Welt.

## Gliederung
- Erzbistum Abidjan
  - Bistum Agboville
  - Bistum Grand-Bassam
  - Bistum Yopougon
- Erzbistum Bouaké
  - Bistum Abengourou
  - Bistum Bondoukou
  - Bistum Yamoussoukro
- Erzbistum Gagnoa
  - Bistum Daloa
  - Bistum Man
  - Bistum San Pedro-en-Côte d’Ivoire
- Erzbistum Korhogo
  - Bistum Katiola
  - Bistum Odienné